# A6 (Luxemburg)
L'A6 o autopista A6 coneguda també com l'Autopista d'Arlon (en francès: Autoroute d'Arlon) és una autopista a l'oest de Luxemburg. Té 20,791 quilòmetres (12,919 milles) de longitud i connecta la Ciutat de Luxemburg, amb Kleinbettingen, junt de la frontera amb Bèlgica a on es troba amb l'A4, que condueix a Brussel·les a través d'Arlon i Namur.

## Descripció
L'A6 va ser inaugurada en tres seccions separades:
- 1976: Cruïlla de Cessange - Strassen
- 1978: Cruïlla de Gasperich - Cruïlla de Cessange
- 1982: Strassen - Bèlgica (A4 (Bèlgica) a Kleinbettingen[1][2]

## Ruta
| Cruïlles i estructures |                      |              |
| BEL                    | Frontera de Bèlgica  | A4           |
| (J1)                   | Steinfort            |              |
| /                      | Capellen serveis     |              |
| (J2)                   | Mamer                |              |
| (J3)                   | Bridel               |              |
| (J4)                   | Strassen             |              |
| (J5)                   | Helfent              |              |
|                        | Cruïlla de Cessange  | A4 Luxemburg |
|                        | Cruïlla de Gasperich | A3 Luxemburg |